# Cerro Azul (Veracruz)
Cerro Azul es una localidad del estado mexicano de Veracruz. Es cabecera del municipio de Cerro Azul.